# Panvitalisme
Le panvitalisme est la théorie philosophique selon laquelle toute réalité possède une nature identique à celle qui caractérise le vivant. Dans sa version la plus radicale – celle qui identifie toute chose à une manifestation de la vie – le panvitalisme représente une version du spiritualisme. Parfois confondu avec la panpsychisme, le panvitalisme s'en distingue néanmoins par le fait que la vie n'implique pas nécessairement la conscience ou la vie psychique.
Dans le contexte particulier des théories vitalistes de la fin du XIXe siècle et du début du XXe siècle, le panvitalisme soutient que la vie est présente à chaque niveau de la réalité matérielle, y compris aux différents niveaux de la matière inorganique. Il conduit ainsi à un monisme de type « hylozoïste », comme chez Haeckel. 

## Panvitalisme et monisme chez Haeckel
Le panvitalisme de Ernst Haeckel est la contrepartie de son monisme : puisque rien d'autre que des composants inorganiques n'est révélé par l'analyse chimique la plus fine des organismes vivants, la vie doit habiter la matière inorganique au même titre (mais à un degré moindre) que la matière organique. Le panvitalisme s'oppose ainsi à la fois au matérialisme mécaniste qui considère que la vie n'est présente nulle part dans la nature, et au spiritualisme qui nie la réalité ou la spécificité de la matière. Haeckel définit ainsi son panvitalisme, qu'il qualifie d'hylozoïsme :
« Notre hylozoïsme évite ces deux extrêmes [matérialisme et spiritualisme], en admettant l'identité de la psyché et de la physis, au sens de Spinoza et de Goethe ; et il détourne les difficultés de cette doctrine d'identité en dissociant l'attribut de la pensée (ou de l'énergie) en deux attributs coordonnés, la sensibilité (psychoma) et le mouvement (mécanique) ».
Dès 1892, Haeckel affirme considérer « toute la matière comme animée, c'est-à-dire dotée de sensations (plaisir et douleur) et de mouvement. ». Il estime que toutes les créatures vivantes, microbes inclus, font preuve d'une « action psychique consciente ». En outre, il soutient que la matière inorganique a elle aussi un aspect mental, bien que « les qualités psychiques élémentaires de la sensation et de la volonté que l'on peut attribuer aux atomes sont inconscientes ». Cette position relève proprement du panvitalisme, qui, contrairement au panpsychisme, accepte l'idée d'une vie sans conscience. 
Haeckel développe cette conception panvitaliste dans Les Merveilles de la vie : tout possède la vie à des degrés différents, même la matière brute.

## Panvitalisme et panpsychisme
Une synthèse entre panvitalisme et panpsychisme a été tentée par un certain nombre de biologistes, dont Haeckel au tournant du XXe siècle. Haeckel a introduit à cette fin la notion de « qualité psychique », qui peut être aussi bien inconsciente que consciente. 
Parmi les biologistes contemporains, Sewall Wright soutient une position panvitaliste qui s'apparente au panpsychisme. Selon lui, « l'esprit humain n'est pas apparu par magie », mais doit être le produit du développement, depuis les particules élémentaires jusqu'à l'individu pensant. Il y a donc continuité entre les différents stades du développement, y compris entre les stades inorganiques et les niveaux conscients de la vie. Pour Wright, l'unique réponse satisfaisante à ce mystère est que l'esprit soit « universel, présent non seulement dans les organismes et leurs cellules, mais aussi dans les molécules, les atomes et les particules élémentaires ». L'identité entre la nature et l'esprit présuppose selon Wright une nature « proto-psychique » de la matière,  identifiable à ce que l'on entend habituellement par « vie primitive » ou végétale.
Le biologiste Bernhard Rensch, de son côté, estime que rien ne permet de distinguer fondamentalement l'esprit de la matière. Selon lui, « il faut reconnaître que toute matière est protopsychique […] Il s'ensuit qu'il n'y a pas de différence de principe entre la réalité phénoménale et l'être, mais seulement deux systèmes de relations : celui qui entre dans le système de la conscience et celui qui demeure extra-mental ». Le problème de l'apparition de la vie est ainsi simplifié : la vie et l'esprit n'ont jamais réellement commencé. À l'origine de l'esprit, la vie a toujours été présente sous une certaine forme, aussi élémentaire soit-elle.   